# Athene (geslacht)
Athene is een geslacht van uilen (Strigidae). Het geslacht telt in de indeling van de IOC World Bird List negen soorten. De naam Athene dankt het geslacht aan de uil van Athene, de Griekse godin van de wijsheid.

## Soorten
- Athene blewitti  – Bossteenuil
- Athene brama  – Brahmaanse steenuil
- Athene cunicularia  – Holenuil, Konijnuil
- Athene granti  – Guadalcanalvalkuil
- Athene jacquinoti  – West-salomonsvalkuil
- Athene malaitae  – Malaitavalkuil
- Athene noctua  – Steenuil
- Athene roseoaxillaris  – Makiravalkuil
- Athene superciliaris  – Madagaskarsteenuil